# Базарсадаева, Эржена Кимовна
Эржена Кимовна Базарсадаева ― российская бурятская оперная певица, Народная артистка Республики Бурятия, солистка Бурятского театра оперы и балета имени Гомбожапа Цыдынжапова, дочь Народного артиста СССР Кима Базарсадаева.

## Биография
Родилась 16 ноября 1968 года в Улан-Удэ. Отец - Ким Базарсадаев, оперный певец, мать - Серафима Базарсадаева, врач.
После учебы в средней школе поступила в Улан-Удэнский музыкальный колледж имени П.И. Чайковского, которое окончила в 1995 году. В 1998 году окончила Горьковскую государственную консерваторию имени Михаила Глинки, там училась в классе профессора А.С. Правилова. Её дипломный спектакль – «Трубадур» Верди, это первое исполнение певицей партии Азучены на итальянском языке на сцене родного театра было отмечено дипломом «Лучший дебют года».
С 1995 года служит солисткой оперной трупы Бурятского государственного академического театра оперы и балета имени Гомбожапа Цыдынжапова.
Прошла стажировку в Саратовском академическом театре оперы и балета у художественного руководителя и главного дирижёра театра народного артиста России профессора Ю.Л. Кочнева.
В 2005 году дала сольный концерт «И светит мне твоя звезда», посвящённый отцу, выдающемуся оперному певцу Бурятии и России, Народному артисту СССР, лауреату Государственной премии Республики Бурятия Киму Ивановичу Базарсадаеву.
В 2006 году создала Культурный фонд имени Народного артиста СССР Кима Базарсадаева. В 2007 году приняла активное участие в проведении первого Международного конкурса вокалистов (мужских голосов) имени Кима Базарсадаева, как и последующих конкурсов в 2010 и 2012 годах.
В 2007 году удостоена почётного звания Народной артистки Бурятии.

## Награды и звания
- Народная артистка Бурятии (2007)
- Заслуженный работник культуры Агинского Бурятского автономного округа[4]
- Лауреат IV Международного конкурса вокалистов имени Лхасарана Линховоина
- Почётные грамоты  Министерства культуры и массовых коммуникаций Республики Бурятия, Агинского Бурятского автономного округа,  Союза театральных деятелей  Бурятии[1]

## Репертуар
- Азучена («Трубадур» Джузеппе Верди)
- Графиня («Пиковая дама» Петр Чайковский)
- Маддалена («Риголетто» Джузеппе Верди)
- Хугшэн («Гэсэр» Анатолий Андреев)
- Шинкарка («Борис Годунов» Модест Мусоргский)
- Няня («Евгений Онегин» Петр Чайковский)
- Марта («Иоланта» Петр Чайковский)
- Кармен («Кармен» Жорж Бизе)
- Мари («Порги и Бесс» Джордж Гершвин)
- Берта («Севильский цирюльник» Джоаккино Россини)[4]
- Флора («Травиата» Дж. Верди)
- Зибель («Фауст» Ш. Гуно)
- Каролина («Мистер Икс» И. Кальмана)
- Любаша («Царская невеста» Н.А. Римского-Корсакова)
- Старая цыганка («Алеко» С. Рахманинова)
- Сузуки («Чио-Чио-сан» Дж. Пуччини)
- Сонетка («Катерина Измайлова»)
- Нежата («Садко» Н.А. Римского-Корсакова)
- Рита Осянина («Зори здесь тихие» К. Молчанова)
- Лотта («Летучая мышь» И. Штрауса)
- Кончаковна («Князь Игорь» А. Бородина)
- Попадья («Ай да Балда!»)
- Атаманша («Бременские музыканты»)
- Дорсет («Вождь краснокожих»)
- Мачеха («Хрустальный башмачок» А. Спадавеккиа)
- Гингема («Приключения Дороти в Изумрудном городе»)
- Ерёма («Данила и Ерёма»)
- Дочка старшая («Аленький цветочек») и многие другие.